# Maurice Poggi
Pour les articles homonymes, voir Poggi.
Maurice Constant André Poggi, né le 30 janvier 1892 à Bruxelles et mort le 9 décembre 1964 à Bobigny, est un acteur et metteur en scène de théâtre et de cinéma français.

## Biographie
Fils de l'acteur José Poggi, neveu de l'acteur Constant Draquin, il est connu surtout comme metteur en scène de revues et d'opérettes. Après avoir fait ses débuts au cinéma comme acteur en 1910, Maurice Poggi devient réalisateur en 1915 pour les productions de Georges Lordier. Après dix-huit mois de collaboration, Poggi décide de travailler pour son propre compte, et sa deuxième production est le film Le Petit chaperon rouge sorti sur les écrans en juillet 1917.
Également directeur de cabaret, il était marié à la comédienne Renée Perret dite Renée d'Yd (1906-2003), fille de l'acteur Jean d'Yd (1880-1964).

## Filmographie

### Comme metteur en scène
- 1916 : Anana secrétaire intime, film en 2 parties sur un scénario de Roger Lion et Robert Boudrioz, avec Pierre Etchepare dans le rôle-titre
- 1916 : Le Coup de minuit, d'après le vaudeville d'Hugues Delorme et Francis Galley
- 1916 : Vieux papiers, de et avec Maurice Poggi
- 1917 : Le Petit chaperon rouge, d'après une nouvelle de Paul d'Ivoi
- 1917 : Le Petit chaperon rose, d'après un conte de Henriot, avec Gilberte Haziza dans le rôle-titre
- 1917 : Polin restera garçon, scénario de Georges Hugot, film en 2 parties avec le chanteur Polin dans le rôle-titre
- 1917 : La Conscience de Monsieur Cachalot, scénario de Robert Boudrioz

### Comme acteur
- 1910 : Rigadin perd sa manche / Rigadin a perdu sa manche, court-métrage de Georges Monca (crédité le petit Poggi)
- 1910 : Rigadin veut dormir tranquille, court-métrage de Georges Monca (crédité le petit Poggi)
- 1910 : Rigadin pêche à la ligne / Rigadin apprend à pêcher, court-métrage de Georges Monca (crédité le petit Poggi)
- 1916 : Pour se faire épouser, réalisateur anonyme (crédité Poggi fils)
- 1916 : Vieux papiers, de et avec Maurice Poggi
- 1916 : Le Coup de minuit, de et avec Maurice Poggi : Des Tourelles
- 1917 : La Conscience de Monsieur Cachalot, de et avec Maurice Poggi : Hector
- 1922 : La Loupiote, de Georges Hatot
- 1922 : L'Aiglonne, de René Navarre et Émile Keppens : Grippe-Sol

## Théâtre

### Comme metteur en scène
- 1932 : La Conférence de nos Ânes, revue de Raymond Souplex et Marc Cab, au théâtre des Deux-Ânes (5 octobre)
- 1933 : A la Poulbot, revue de Francisque Poulbot et Jean Marsac, au théâtre des Deux-Ânes (janvier)
- 1934 : Manions l'Escroc ! revue de Valentin Tarault et René Paul, au théâtre des Deux-Ânes (mai)[5]
- 1935 : On verra bien, revue de René Pujol et Jean Marsac, au théâtre des Deux-ânes (avril)
- 1935 : Un de la Canebière, opérette en 2 actes et 10 tableaux, livret d'Alibert, René Sarvil et Raymond Vincy, musique de Vincent Scotto, au Théâtre des Célestins (1er octobre)
- 1936 : Et ... rran !, revue militaire de Raymond Souplex et Robert Goupil, au théâtre des Deux-Ânes (12 septembre)
- 1936 : C.G.T. roi, revue de Paul Colline, au théâtre des Noctambules (4 décembre)
- 1944 : Ca sent bon la France, revue en 2 actes et 20 tableaux de Marc Cab et Charles Tutelier, au Casino Montparnasse (21 octobre)
- 1945 : La Belle de Cadix, opérette en 2 actes et 10 tableaux, livret de Marc Cab et Raymond Vincy, musique de Francis Lopez, au Casino-Montparnasse (19 décembre)

### Comme comédien
- 1912 : Comme on fait son lit, comédie en 3 actes de Jean-José Frappa, au théâtre Impérial (22 octobre) : Hubert
- 1912 : Monsieur Collerette veuf, comédie-bouffe en 1 acte de Jules Thinet[6] et Georges Fabri, au théâtre Impérial (28 novembre) : l'homme des galeries
- 1913 : Ernestine est enragée, comédie en 1 acte d'André de Lorde et Georges Montignac, au théâtre Impérial (6 février) : Fantaisie
- 1913 : Soyons Parisiens, comédie-vaudeville en 2 actes de Maurice Desvallières et Gaston Derys, au théâtre Impérial (6 février) : le marmiton
- 1914 : Le Tzigane et la Houri, opérette en 1 acte de Paul Franck, musique d'Édouard Mathé, au théâtre Impérial (26 janvier) : le tzigane
- 1914 : L'Île déserte, comédie-bouffe en 2 actes de Jules Moy, au théâtre Impérial (26 janvier) : Morauvak
- 1925 : L'Hôtel des Amours, pièce en 3 actes de Pierre Palau et René Pons, à Comoedia (mars)
- 1927 : La Foire de l'Oeil de Paris, revue en 2 actes de Jean Le Seyeux, à L'Œil de Paris (décembre)
- 1928 : Gloz...ons, revue de Jean Rieux et Henri Dumont, à l'Œil de Paris (29 janvier)
- 1928 : A tire d'ailes, revue de Dominique Bonnaud et H. Werner, au cabaret de La Lune Rousse (juillet)
- 1929 : La Revue du Moulin, revue en 2 actes de Paul Briquet et Henri Dumont, au Moulin de la Chanson (mai)
- 1929 : Vous permettez ?, revue de Dranem, Marc Cab et Paul Clérone, au Moulin de la Chanson (septembre)
- 1933 : Chacun son conte, revue de Raymond Souplex et Géo Charley, au théâtre des Deux-Ânes (avril)
- 1934 : Manions l'Escroc !, revue de Valentin Tarault et René Paul, au théâtre des Deux-Ânes (mai) : l'inspecteur Chiffelet
- 1935 : On verra bien, revue de René Pujol et Jean Marsac, au théâtre des Deux-Ânes (juin)
- 1935 : Hop ! Là... Ho !, revue d'Henri Jeanson, au théâtre des Deux-Ânes (20 décembre)
- 1937 : L'Impromptu de Montmartre, revue de Rip, au théâtre des Deux-Ânes (janvier)
- 1939 : La Revue des Variétés, revue de Saint-Granier et Jean Rieux, au théâtre des Variétés (17 décembre)